# Fantasy (fragrância)
Fantasy é uma fragrância feminina de Elizabeth Arden, e é o segundo perfume endorsado por Britney Spears. Foi lançada nos Estados Unidos em 15 de Setembro de 2005, procedendo o bem-sucedido perfume, "Curious", o qual vendeu $30 milhões em vendas nos 3 primeiros meses.
Foi criado por Jim Krivda, e sua fórmula é composta de lychee, kiwi, bolinho, Susane, pétalas de Jasmin, chocolate branco, orquídea, galão de água, raíz de lírio e madeiras sensuais. Inicialmente, foi descrito como tendo um cheiro de frutas, depois de muito doce, mostrando o prometido cheiro de cupcake e chocolate branco, com um suave cheiro de floral.
O Frasco de cor Fuschia é famoso por conter cristais verdadeiros de Swarovski embutidos entre o vidro e a tampa de plástico. Em 2008, o frasco começou a ser produzido sem os cristais, e agora todos os perfumes 'Fantasy' tem uma tampa pré moldado sem cristais. Excluindo, é claro, o novo lançamento Hidden Fantasy, o qual nunca teve os cristais de Swarovski na tampa. A razão da retirada dos cristais foi por causa da cola no topo do cristal derreteria em temperaturas mais altas. Muitos consumidores logo perceberam isso depois de um considerável tempo após a compra. Foi descoberto que o cristal podia ser retirado e a cola era um problema.
A tradução da tagline em português seria: Todo mundo tem uma.

## Produtos
Há uma versão do perfume onde vem alguns produtos extras, que são:
- Work Your Magic - loção corporal
- Caught in a spell - loção de banho

Apenas disponível no site oficial de Elizabeth Arden e na Macy's

### 3 PC Giftset
Nesse conjunto há os mesmo produtos da coleção normal, só que ao invés de vir apenas uma loção corporal, uma loção de banho e um frasco do perfume, vem três de cada.
Apenas disponível no site oficial de Elizabeth Arden e na Macy's

### Comercial
O comercial de 'Fantasy' para a televisão foi filmado em Los Angeles e foi dirigido por Bille Woodruff. No comercial, o ator/modelo Nick Steele aparecia como 'o caçador', com 'Breathe On Me' como a música de fundo.

## Midnight Fantasy
A franquia intitulada Midnight Fantasy foi lançada em Dezembro de 2006, em algumas lojas de departamento, e em Janeiro de 2007 em todo lugar. O frasco é a versão azul-escura da versão pink da fragrância original. É descrito como tendo cheiro de amora.
Inicialmente, o perfume vendeu bem em Dezembro de 2006. Entretanto, os eventos na vida pessoal de Britney em Janeiro afetou as vendas, com analistas infromando que um grande número de pessoas estavam devolvendo o perfume nas lojas, mais do que o esperado. Foi observado que "o tempo não podia ser pior" com a grande revira-volta nas vendas, porquê a maluquisse por perfumes de celebridades ja estava declinando em torno de todas as fragrâncias, tendo uma queda de 17%, $140 milhões em 2006. As vendas já teriam começado a se recuperar de acorso com a Macy's.
Em Abril de 2007, Spears participou de um concurso de paparazzi para promover o perfume. Num e-mail mandado para os fans, ela pediu para eles "compartilharem o que acontece com você quando o relogio marca 12", fotografando. Comentaristas observaram que o requerimento de Britney Spears não continha "nudez, obscenidade ou atos violentos" considerando fotos tiradas dela mesma, contendo nudez.

### Tagline
A tradução da tagline em português seria: A magia começa à meia-noite.

## Hidden Fantasy
A fragrância é um spinoff do perfume original Fantasy e chegou as lojas em Janeiro de 2009. É descrita como "um perfume sedutor, qué é todo sobre expressar os lados misteriosos de uma mulher". O frasco, o qual é disponível em 30, 50 e 100 ml, é vermelho vivo com cristais rosas "simbolizando amor, feminilidade e calor", como seus dois antecessores.
A fragrância foi desenvolvida po Rodrigo-Flores Roux, o qual também trabalhou no With Love... Hilary Duff. O perfume foi "inspirado pelo amor de Britney por florais brancos, baunilha e sobremesas deliciosas". Seu cheiro é composto de laranja doce, tangerina, flor de pomelo, Jasmim, Lírio Stargazer, bolo doce Napolitano, grão de baunilha, madeira de jacarandá e fluido de casca de sândalo.
O tema "Escondido (Hidden)" é usado tanto na descrição quanto na tagline e no nome da fragrância.

### Tagline
A tradução da tagline em português seria: O que você tem a esconder?

## Circus Fantasy
Circus Fantasy é uma fragrância criada por Elizabeth Arden e endorsada por Britney Spears. Foi lançado em Setembro de 2009. A fragrância foi inspirada no álbum de Britney, Circus, e na tour The Circus Starring: Britney Spears. O frasco é igual a dos "Fantasy" anteriores, exceto que é azul claro com cristais vermelhos.  É a primeira fragrância que Elizabeth Arden criou especificamente para um álbum de um artista. Seu cheiro é composto de: framboesa, flor de damasco, Peony, flor de Lotus, Orquídea, baunilha e bala.
Na Austrália, um contrato de promoção foi fechado com a Myer, por tempo limitado, no qual clientes que comprassem o frasco de 100 mL ganhariam um CDde graça incluindo o remix de "Circus" de Junior Vasquez e a música "Kill the Lights", tirado do álbum Circus.

### Tagline
A tradução da tagline em português seria: Você consegue fazer isso quente?
OBS: A tagline brasileira não é a tradução ao pé da letra da original e sim Bem-Vindo ao Picadeiro.

## Fantasy Twist
Foi desenvolvido por Britney Spears em parceria com a Elizabeth Arden. Foi Lançado em Setembro de 2012. Consiste na Junção das duas fragrâncias mais populares da linha: o Fantasy e o Midnight Fantasy. O frasco é em formato de bola , nas cores azul e pink, onde é repartido ao meio, portando no lado Pink o Fantasy e no Azul o Midnight Fantasy
Foi disponibilizado nos tamanhos de 30 mL , 50 mL e 100 mL.

## Island Fantasy
Island Fantasy Foi desenvolvido por Britney Spears em parceria com a Elizabeth Arden. Foi Lançado em Abril de 2013. A Fragrância foi inspirada pelo verão e calor. O frasco é como os anteriores da linha, porém em um Degradê entre Azul turquesa até o verde limão, com cristais levemente amarelados.
As notas de topo são Cítricos, Clementina, Tangerina, Bagas vermelhas e Melancia as notas de coração são Jasmin, Violeta e Frésia as notas de fundo são Almíscar e Cana de açúcar. Está disponível em frascos de 30 mL, 50mL e 100mL.

### Tagline
A tradução da tagline em português seria: Qual é a sua ilha da fantasia?

## Fantasy: Anniversary Edition
Foi desenvolvido por Britney Spears em parceria com a Elizabeth Arden e disponibilizado em Outubro de 2013. É uma edição comemorativa dos 10 Anos de mercado das fragrâncias da Britney Spears. Apesar de Curious ser a primeira fragrância endorsada pela cantora, Fantasy foi escolhida por ser a mais popular. O Frasco é preto com cristais dourados , assim como o colar do perfume. Nos frascos de 30 mL, 50 mL e 100 mL, há diferentes mensagens da Britney , formando em conjunto a frase "10 hugs and 10 kisses, to my sweet scented fans for a decade of Love. You are my inspiration. XOXO britney." A caixa do perfume possui também nomes de fãs espalhados ao redor do mundo, retirados aleatoriamente do Twitter e Facebook. Foram espalhadas também ao redor do mundo 100 frascos autografados por Britney.
É o mesmo perfume que foi lançado em 2005. O perfumista que assina esta fragrância é James Krivda As notas de topo são Kiwi, Marmelo e Lichia as notas de coração são Orquídea, Chocolate branco, Jasmin e Cupcake as notas de fundo são Notas amadeiradas, Almíscar e Raíz de Orris ou Lírio Florentino.